# 니시모즈촌
니시모즈촌(일본어: 西百舌鳥村)은 일본 오사카부 오토리군·센보쿠군에 설치되었던 촌이다. 현재의 사카이시 기타구, 사카이구, 니시구에 해당한다.